# مايكل ليفين (جندي)
مايكل ليفين (ولد في 17 فبراير 1984 في هولندا، بنسيلفانيا، الولايات المتحدة - توفي في 1 أغسطس 2006 في عيتا الشعب، لبنان) كان جندي إسرائيلي مولود في الولايات المتحدة ويعمل في لواء المظليين التابع لالجيش الإسرائيلي الذي كان قد قتل في المعركة في حرب لبنان 2006 خلال الجولة الأولى من القتال في بلدة عيتا الشعب في لبنان. كان عمره 22 عاما. كان لوفاته أثر كبير في إسرائيل حيث حضر الآلاف جنازته وألهم إنشاء منظمة دعم للجنود الأجانب الآخرين في الجيش الإسرائيلي. تم بناء نصب تذكاري له في القدس.
قدم عمر يانيف من وحدة مظليي ليفين وصفا بيانيا للظروف الفوضوية المحيطة بموته. تعرضت كتيبة المظليين 890 لحريق كثيف عندما تقدمت إلى البلدة. لم يتمكن جنود الجيش الإسرائيلي من تحديد مصدر الحريق. تم فصل وحدات الكتيبة عند تشغيلها. اختبأت فصيلة ليفين في الغرفة الخلفية من مخزن فارغ. تمكن مقاتل من حزب الله من الاقتراب وإطلاق النار مباشرة في الغرفة الصغيرة وضرب ليفين في الرأس. بعد عدة ساعات وصلت التعزيزات إلى المبنى واستخرج منها.
كان ليفين واحدا من ثلاثة جنود إسرائيليين قتلوا في عيتا الشعب في ذلك اليوم. أصيب 27 آخرون بجراح في الجانب الإسرائيلي. على مدى عدة ساعات قاتل الجنود الإسرائيليون وقتلوا 15 مقاتلا من حزب الله وفقا لأرقام الجيش الإسرائيلي. جرى علاج جرحى الجيش الإسرائيلي في الموقع تحت نيران كثيفة حيث اعتبر الإخلاء شبه مستحيل. قاد قائد محلي لحزب الله قناة الجزيرة عبر عيتا الشعب بعد الحرب وأظهر لهم المتجر الذي قتل فيه ليفين.
أقيم نصب تذكاري لليفين في تل الذخائر في القدس وهو موقع معركة تلة الذخيرة خلال حرب 1967. تم إنشاء مركز الجندي الوحيد في ذاكرة مايكل ليفين في عام 2009 من قبل مجموعة من الناس الذين كانوا بمثابة «الجنود الوحيدون» في الجيش الإسرائيلي. يعمل المركز من فروع في القدس وتل أبيب وحيفا. يقدم خدمات للجنود الوحيدين مثل المساعدة في العثور على السكن وتقديم المشورة وتنظيم وجبات الطعام في الأعياد اليهودية والسبت اليهودي.
في 1 أغسطس 2011 في الذكرى الخامسة لوفاة ليفين وفقا للتقويم الميلادي تم التحليق بالعلم فوق مبنى كابيتول الولايات المتحدة لإحياء ذكراه بناء على طلب رجل من منطقته المحلية جونسون رينولدز الذي اعتبره بطلا إسرائيليا وأمريكيا. لدى تلقي العلم من مهندس الكابيتول رينولدز بدعوة من قائد كتيبة الجيش الإسرائيلي سافر مع عدد من الأصدقاء إلى إسرائيل وفي 21 سبتمبر 2011 برفقة أحد أفراد الجيش الإسرائيلي تم التحليق بهذا العلم فوق قبر ليفين في جبل هرتزل. في 27 يونيو 2012 قدموا العلم لوالدي ليفين مارك وهارييت ليفين في قضية بمساعدة القنصل العام دانييل كوتنر من القنصلية الإسرائيلية في فيلادلفيا.